# Camilo Séptimo
Camilo Séptimo (estilizado como Camilo VII y también como CVII) es una banda mexicana de synthpop e indie rock originaria de Ciudad de México. El grupo se formó a mediados de 2013. Se encuentra integrado por; Manuel Mendoza (voz y bajo), Jonathan Meléndez (teclados) y Erik Vázquez (guitarra). Aunque estos son los únicos tres miembros oficiales, varios otros músicos actúan en la formación en vivo, especialmente, Marco Alarcón (batería), César Cardiel (batería), Luigi Jiménez (bajo), y Claudio Cruz (percusiones).
Han sido nominados a varios premios entre los que se encuentran; dos nominaciones a los Premios IMAs por artista nuevo y canción del año con «No confíes en mí» en 2015 y uno a los Premios MTV Miaw por vídeo del año con «Inevitable» en 2022. Tomaron su nombre como referencia del cantante español Camilo Sesto, a pesar de no tener relación alguna.
El grupo surgió tras la disolución de Lady Lane, la banda antecesora a Camilo Séptimo, en la que participaban Manuel y Erick, más tarde grabarían una serie de maquetas folk realizadas por Manuel en su estudio casero. De estas sesiones surgió su primer sencillo titulado «Portales», que recibió atención en los medios de comunicación, donde se destacó la calidad melódica de la voz y la producción discográfica además de la textura de los instrumentos musicales. Tras el lanzamiento del video promocional, el grupo presentó «No confíes en mí» como su segundo sencillo. Esta composición los llevó a saltar a la fama introduciendo estilos como el new wave y el math rock.
Han grabado 4 álbumes de estudio: Óleos (2017), Navegantes (2019), Ecos (2022) y Jardín de las almas (2023). Asimismo cuentan con un extended play: Maya (2014). Entre sus canciones más populares se encuentran: «Miénteme», «No te puedo olvidar», «Vicio», «Inevitable», «Contacto», «No confíes en mi», «Eres», «Galáctica», «Me dejas caer» y «Como tú». Han participado en eventos masivos como el Vive Latino, Pa'l Norte, Tecate Coordenada o Sonorama Ribera, y se han presentado en recintos culturales como el Palacio de los Deportes y el Teatro Metropólitan de la Ciudad de México, así como en numerosos festivales destacados en Sudamérica y Europa. Asimismo han colaborado con artistas como Ximena Sariñana, Luis Jiménez de Los Mesoneros y LAGOS, Porter, Samantha Barrón y Francisca Valenzuela. A lo largo de su trayectoria, han experimentado con la fusión de diversos géneros musicales, abarcando desde jazz y rhythm and blues hasta rock, pop y música electrónica. Tienen influencias musicales en bandas europeas como Devendra Banhart, Daft Punk o Artic Monkeys. Y han compartido el escenario con Kings Of Leon, Belle and Sebastian, Dorian y Dënver. Además han alcanzado más de un millón de oyentes mensuales en Spotify. En 2023, participaron en una sesión musical para Amazon Music.

## Historia

### 2013-2016: Inicios yMaya

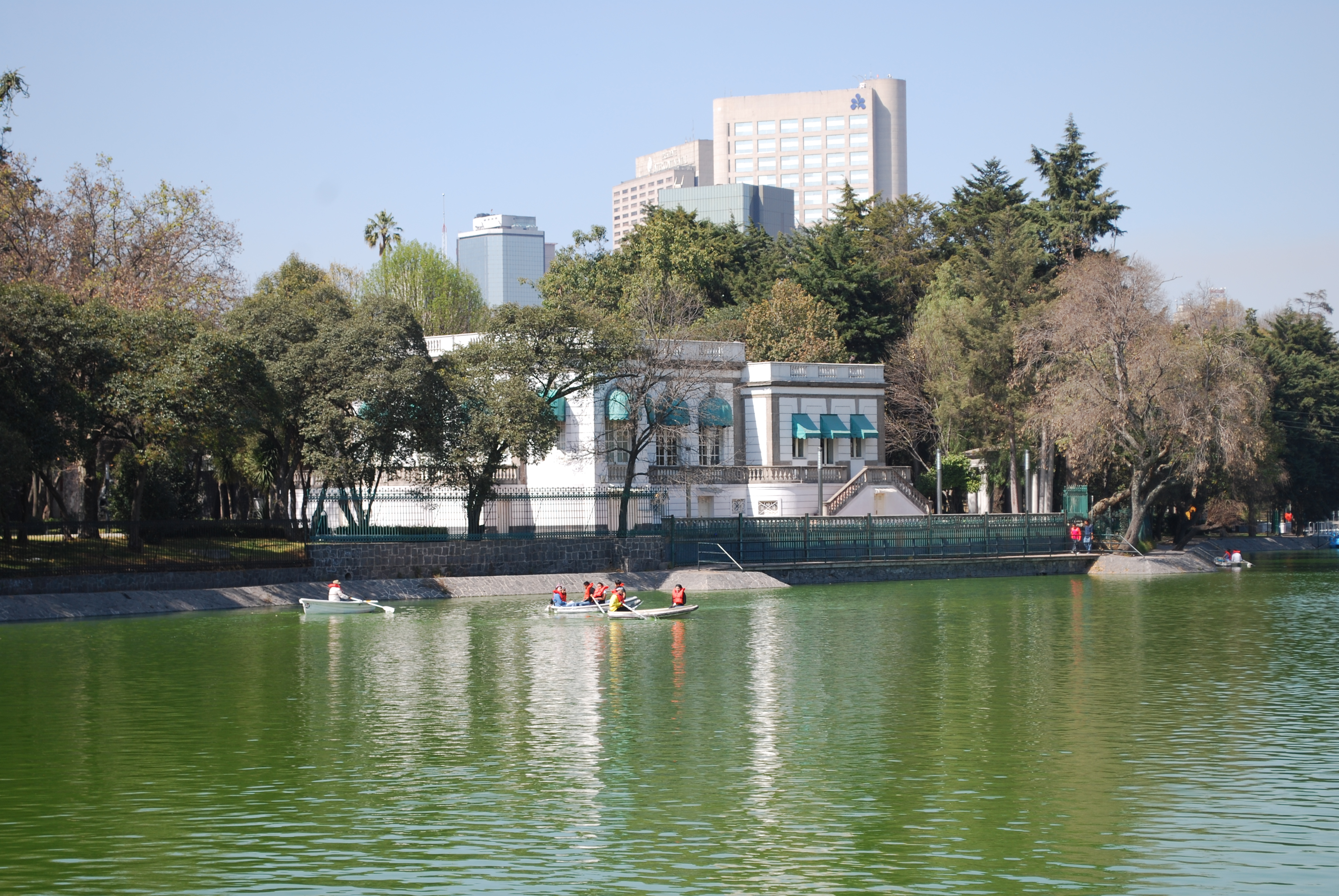
Casa del Lago, recinto donde presentaron su EP debut, Maya.

Comenzaron a reunirse oficialmente en 2013 tras la disolución de Lady Lane, un grupo en el que actuaban el vocalista Manuel Mendoza y el guitarrista Erik Vázquez. Para 2014, la banda estaba presentando su primer extended play titulado Maya en Casa del Lago, ante un público de más de 400 personas. El éxito de esta presentación llevó a la agrupación a participar en el Vive Latino en 2015, apenas dos años después de su debut. En el año 2016 anunciaron el Tour Neón, una gira que abarcó 38 shows en diferentes ciudades de México. Durante esta gira, la banda logró llenos totales en importantes espacios de la música independiente, como el Centro Cultural España y el Lunario del Auditorio Nacional.
Camilo Séptimo comenzó a ganar notoriedad con los sencillos «Portales» y «No confíes en mi», los cuales les permitieron presentarse en importantes foros como el Teatro de la Ciudad Esperanza Iris, un reconocido teatro en la Ciudad de México. El nombre de su miniálbum Maya, hace referencia a la estrella Maia de las Pléyades, considerada en diversas culturas como un ser mitológico asociado con la vida. Este extended play incluyó cinco temas originales, entre los que se encuentran «Maya», «Resplandor» y «Te veo en el 27».

### 2017-2018:Óleos
Presentaron, tras varios meses de trabajo, Óleos, su primer álbum de estudio, del cual se desprendieron varios sencillos a lo largo de 2016. Entre las canciones destacadas se encuentran «Eres», «Ser humano» y «Neón». Óleos aborda temas complejos como el amor, el desamor, la desilusión y la esperanza. Las críticas han comparado su estilo con el de la banda Zoé, reconociendo la influencia que esta ha tenido en nuevas generaciones de artistas. La producción incluye composiciones como «Fusión» y «Miénteme», que buscan mantener el interés del oyente. Entre las canciones como «Vicio» se destacó por su emotividad, mientras que «Amanecer», una de las más antiguas del álbum, ha sido reinterpretada con nuevos arreglos musicales.
Durante este período, continuaron en desarrollo, produciendo sencillos que anticiparon su primer álbum de larga duración. Los sencillos incluyeron «Eres», «Neón» —un video de realidad virtual—, «Miénteme», que narraba una historia de traición, y «Ser humano». Con el lanzamiento de este último sencillo, la banda anunció que Óleos constaría de 11 temas, disponibles en plataformas digitales a partir del 31 de marzo. La presentación del álbum tuvo lugar el 13 de mayo en un concierto especial en el Plaza Condesa, donde participaron varios invitados. Cada boleto para este evento incluía un ejemplar del álbum, como parte de una edición limitada. El disco se caracterizó por componer relatos sobre el amor y el desamor mediante metáforas cósmicas y metafísicas.

### 2019-2021:Navegantes
Alcanzaron un hito significativo en el rock latinoamericano al lograr más de 100 millones de reproducciones en plataformas digitales de su álbum Navegantes. Desde su lanzamiento, fue considerado una obra clave en la evolución musical de la banda. Su fusión de géneros y atmósferas introspectivas atrajo tanto a críticos como a seguidores, posicionandolos como un referente en el rock alternativo en México y en el ámbito internacional. El 27 de octubre, Camilo Séptimo llevó a cabo una celebración en el Lunario del Auditorio Nacional, con dos conciertos especiales dedicados a sus álbumes más emblemáticos.
Con su segundo álbum, lograron una fusión entre elementos del pasado y del futuro, combinando ritmos retro con sonoridades contemporáneas, mientras mantenía su esencia musical. Este LP, compuesto por 10 canciones, aborda nuevamente el tema del amor, incorporando una estética de los años ochenta. La canción de apertura, «Contacto», presenta un ritmo bailable, centrado en una historia de amor que explora la distancia desde una perspectiva fantasiosa relacionada con el espacio. «Pulso» retoma la vibra del álbum anterior, incorporando un toque tropical que sugiere un viaje por carretera en compañía de un ser querido. Otros temas, como «Me dejas caer» y «Frecuencia», siguen esta misma línea, utilizando abundantes teclados y sintetizadores. El álbum también incluye un componente sensual en «Noche eterna», caracterizada por un ritmo pausado y sintetizadores. «Perdernos» presenta una estructura similar, aunque con un enfoque menos retro. «Paralelo» se distingue como uno de los temas más influenciados por los años setenta, evocando la experiencia de estar en un club de esa época. «Remordimiento» recuerda a figuras emblemáticas del pop de los años 70. Finalmente, «Inconsciente» cierra el álbum con sintetizadores futuristas, sugiriendo una incertidumbre sobre el futuro musical de la banda. Navegantes representó una analogía sobre la existencia y el camino por la vida, abarcando temas de aprendizaje y superación personal. Aunque sí reflejó una evolución en el trabajo musical, los sonidos son, en gran medida similares a los de su álbum anterior.

### 2022-2023:Ecos

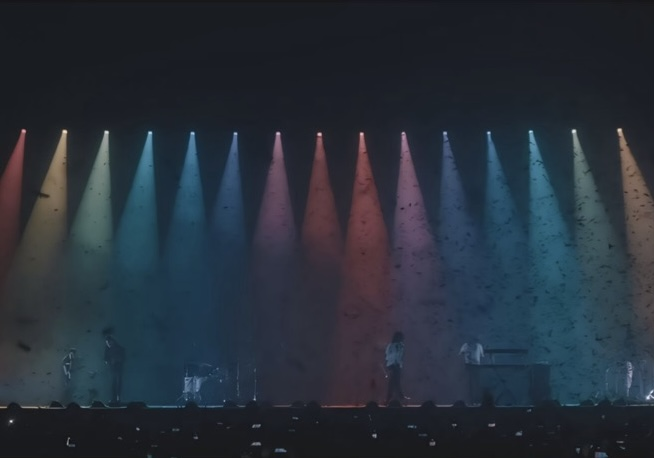
Camilo Séptimo actuando en vivo en el Palacio de los Deportes.

El lanzamiento de Ecos fue el 19 de mayo de 2022, y fue publicado bajo el sello discográfico Universal Music México, rápidamente captó la atención tanto del público como de la crítica. Se caracterizó por un sonido que combinaba elementos del rock alternativo con influencias de synth-pop y dream pop, creando una atmósfera etérea y melódica. Las letras, en su mayoría escritas por Mendoza, abordaron temas como el amor, la introspección y la trascendencia emocional. La publicación de Ecos les permitió expandir su influencia en el mercado internacional. La crítica recibió el álbum de manera favorable, elogiando tanto la calidad de la producción como la profundidad lírica de las canciones. También realizaron una extensa gira para promocionar el disco, presentándose en numerosos festivales y escenarios importantes en América Latina.
La producción comenzó antes de la Pandemia de COVID-19 en Acapulco, aunque la idea inicial se transformó durante el proceso. Para evitar el estancamiento durante el confinamiento en México, la banda publicó algunas canciones previamente grabadas, lo que llevó a una reestructuración del material. Como resultado, lograron concretar un trabajo que les satisfizo y que les permitió presentarse en diversas localidades de México y Estados Unidos. El bajista Luigi Jiménez describió este nuevo material como —más centrado en las problemáticas cotidianas—, distanciándose de los conceptos presentes en sus álbumes anteriores, que exploraban temáticas más abstractas. Ecos estuvo compuesto por 20 temas, incluyendo colaboraciones con artistas como Francisca Valenzuela, Ximena Sariñana, Samantha Barrón, Porter y Ervin River. En julio, la banda inició una gira por Estados Unidos, que incluyó paradas en El Paso, Phoenix, San Diego, Los Ángeles y Santa Ana, California. Esta gira se extendió por una semana más, abarcando otras ciudades de California, así como Portland y Seattle.

### 2023-presente:Jardín de las almas
Camilo Séptimo lanzó su nuevo álbum Jardín de las almas, que combinó conceptos, sonidos y texturas, fusionando inteligencia artificial con elementos orgánicos. Este disco, se compone por 10 canciones, incluyó temas destacados como «Gravedad», «Holográfico», «Heridas», «Cerca» y «Mandala». A lo largo de su trayectoria de 10 años, la agrupación se mantuvo unida y buscó, con este nuevo material, ofrecer una etapa que permitiera al público identificarse con mensajes sobre el perdón, el desapego y el crecimiento personal.
| «¿Te imaginas ser capaz de modificar tu realidad? En un futuro cercano, la realidad virtual tomará un papel central en nuestras vidas y promete llevarnos más allá de lo inimaginable para sumergirnos en un universo completamente nuevo. ¿Qué implicaciones tiene esta tecnología en la forma de nuestra relación con el mundo real?»—Jonathan Meléndez (teclados) |

La pandemia de COVID-19 y el consiguiente aislamiento llevaron a los integrantes, Manuel Mendoza, Jonathan Mélendez y Erick Vázquez, a adaptarse a nuevas plataformas de comunicación. Este evento marcó un punto de inflexión en sus vidas, ya que percibieron el proceso como el inicio de una nueva era futurista, en la que la interacción con inteligencias artificiales desempeñaría un papel crucial. El concepto de Jardín de las almas surgió como respuesta a las consecuencias que la pandemia tuvo en las artes, las relaciones interpersonales y la música, simbolizando la desconexión con lo natural. La banda buscó crear una analogía con el metaverso, proponiendo una dirección futurista.
Tras haber pisado el Auditorio Nacional y el Palacio de los Deportes, programaron un espectáculo para el 21 de octubre en la Plaza de toros Monumental de México, que incluyó un repertorio de aproximadamente 28 canciones y una duración de alrededor de 2 horas y 30 minutos. Jonathan, el tecladista, comentó que el espectáculo no seguiría un formato convencional; en lugar de un escenario tradicional, se planeó un diseño que integrara la plaza como un elemento activo en la experiencia. El show contó con luces en parte de las gradas, simulando un ambiente de nave espacial, así como un pequeño escenario incorporado entre el público, donde se realizarían presentaciones acústicas. La creación de Jardín de las almas fue un proceso que abarcó un año, durante el cual el grupo trabajó en colaboración con Sol Fernández y Monday, realizando la producción a distancia. También se anunciaron dos vídeos adicionales para complementar el álbum.

## Estilo e influencias
Su estilo se caracteriza por la fusión de diversos géneros, lo que refleja una amplia gama de influencias musicales tales como el rock alternativo que constituye la base de su sonido. Este género se manifiesta a través de guitarras eléctricas y ritmos que son típicos de la tradición del rock, lo que proporciona una estructura reconocible en muchas de sus composiciones. Asimismo, la banda incorpora elementos del indie. El pop es otro componente relevante en su música. Camilo Séptimo utiliza melodías accesibles y letras que suelen abordar temáticas relacionadas con las relaciones interpersonales. Además, la banda hace uso de la música electrónica, integrando sintetizadores y efectos digitales en sus producciones. Esto añade una dimensión contemporánea a su estilo, reflejando las tendencias actuales en la música popular. Por último, algunas de sus canciones se caracterizan por ser baladas que abordan temas emocionales. Esta combinación de géneros y estilos contribuye a un sonido distintivo que ha permitido a Camilo Séptimo establecerse en el panorama musical actual.
La agrupación inicialmente se orientó hacia un estilo acústico con influencias de folk. Sin embargo, a medida que se integraron nuevos músicos, el concepto comenzó a evolucionar. Según los integrantes, —cada uno aporta su perspectiva, pero compartimos gustos en común, incluyendo bandas como Foals, Bombay Bicycle Club, Whitest Boy Alive, Tears for Fears, The Human League y Devendra Banhart, entre otras. En términos de géneros, algunos de nosotros escuchamos música clásica, ópera y rock. No buscamos necesariamente reflejar todas nuestras influencias, sino que lo que surge durante las sesiones de ensayo es lo que guía el proceso creativo. Si consideramos que una idea tiene potencial, la utilizamos como base para desarrollar nuestras canciones—.

## Integrantes
| Miembros oficiales - Manuel Mendoza - voz, bajo (2013-presente) - Erik Vázquez - guitarra (2013-presente) - Jonathan Meléndez - teclados (2013-presente) | Miembros de apoyo - César Cardiel - batería (de tour) - Marco Alarcón - batería (de tour) - Claudio Cruz - percusiones (de tour) |

Línea de tiempo

## Discografía
| Álbumes de estudio - 2017: Óleos - 2019: Navegantes - 2022: Ecos - 2023: Jardín de las almas | EPs - 2014: Maya |

## Giras musicales
Principales
- 2017: Óleos Tour
- 2019: Navegantes Tour
- 2022: Ecos Tour
- 2023: Jardín de las almas Tour

## Videografía
Videos musicales
| Año  | Canción                   | Otro artista         | Álbum               |
| ---- | ------------------------- | -------------------- | ------------------- |
| 2014 | «Portales»                | Ninguno              | Maya                |
| 2014 | «No confíes en mí»        | Ninguno              | Maya                |
| 2015 | «Te veo en el 27»         | Ninguno              | Maya                |
| 2015 | «Eres»                    | Ninguno              | Óleos               |
| 2016 | «Miénteme»                | Ninguno              | Óleos               |
| 2017 | «Ser humano»              | Ninguno              | Óleos               |
| 2017 | «Fusión»                  | Ninguno              | Óleos               |
| 2017 | «Vicio»                   | Ninguno              | Óleos               |
| 2017 | «Onamuh»                  | Ninguno              | Óleos               |
| 2017 | «Cuando no estás conmigo» | Ninguno              | Sin álbum           |
| 2018 | «No te puedo olvidar»     | Ninguno              | Óleos               |
| 2018 | «Me dejas caer»           | Ninguno              | Navegantes          |
| 2018 | «Frecuencia»              | Ninguno              | Navegantes          |
| 2019 | «Pulso»                   | Ninguno              | Navegantes          |
| 2019 | «Contacto»                | Ninguno              | Navegantes          |
| 2019 | «Fantasmas»               | Ninguno              | Navegantes          |
| 2019 | «Paralelo»                | Ninguno              | Navegantes          |
| 2020 | «Señal»                   | Ninguno              | Ecos                |
| 2020 | «No te reconozco»         | Ninguno              | Ecos                |
| 2020 | «Efímera»                 | Ninguno              | Ecos                |
| 2021 | «Galáctica»               | Francisca Valenzuela | Ecos                |
| 2021 | «Veneno»                  | Ninguno              | Ecos                |
| 2021 | «Contracorriente»         | Ximena Sariñana      | Ecos                |
| 2022 | «Inevitable»              | Ninguno              | Ecos                |
| 2022 | «Ciclones»                | Samantha Barrón      | Ecos                |
| 2022 | «Como tú»                 | Ninguno              | Ecos                |
| 2023 | «Vueltas»                 | Ninguno              | Jardín de las almas |
| 2023 | «Perder»                  | Ninguno              | Jardín de las almas |
| 2023 | «No digas nada»           | Ninguno              | Jardín de las almas |
| 2023 | «Mandala»                 | Ninguno              | Jardín de las almas |

## Nominaciones
| Año  | Entrega          | Entrega         | Nominación         | Resultado | Ref.   |
| ---- | ---------------- | --------------- | ------------------ | --------- | ------ |
| 2015 | Premios IMAs     | Artista nuevo   | Camilo Séptimo     | Nominado  | [ 46 ] |
| 2015 | Premios IMAs     | Canción del año | «No confíes en mí» | Nominado  | [ 46 ] |
| 2022 | Premios MTV Miaw | Video del año   | «Inevitable»       | Nominado  | [ 47 ] |